# Helpt
Helpt är en ortsteil i staden Woldegk i Landkreis Mecklenburgische Seenplatte i förbundslandet Mecklenburg-Vorpommern i Tyskland. Helpt var en kommun fram till 25 maj 2014 när den uppgick i Woldegk. Kommunen Helpt hade 350 invånare 2014.